# Treva Etienne
Treva Etienne (Londra, 21 luglio 1965) è un attore inglese.

## Biografia
Etienne è apparso nel film Black Hawk Down - Black Hawk abbattuto (2001) e interpreta Koehler in La maledizione della prima luna (2003). Appare anche in molti episodi della serie televisiva London's Burning in veste di pompiere.

## Filmografia parziale

### Cinema
- Eyes Wide Shut, regia di Stanley Kubrick (1999)
- Black Hawk Down - Black Hawk abbattuto (Black Hawk Down), regia di Ridley Scott (2001)
- La maledizione della prima luna (Pirates of the Caribbean: The Curse of the Black Pearl), regia di Gore Verbinski (2003)
- Bad Boys II, regia di Michael Bay (2003)
- Japan, regia di Fabien Pruvot (2008)
- Terminator Salvation, regia di McG (2009)
- The Silent Twins, regia di Agnieszka Smoczyńska (2022)

### Televisione
- London's Burning - serie TV, 21 episodi (1988-1990)
- Angel - serie TV, 1 episodio (2003)
- Streghe (Charmed) - serie TV, 1 episodio (2004)
- Medium - serie TV, 1 episodio (2005)
- Criminal Minds - serie TV, 1 episodio (2006)
- 24 - serie TV, 1 episodio (2009)
- Falling Skies - serie TV, 15 episodi (2014-2015)
- Supernatural - serie TV, 1 episodio (2015)
- Delitti in Paradiso (Death in Paradise) - serie TV, episodio 6x04 (2017)
- Bosch - serie TV, 9 episodi (2019-2020)

## Doppiatori italiani
Nelle versioni in italiano delle opere in cui ha recitato, Treva Etienne è stato doppiato da:
- Roberto Draghetti ne La maledizione della prima luna[1]
- Enrico Pallini in Criminal Minds[2]
- Federico Di Pofi in Bosch[3]